# Mithridatiska krigen
Mithridatiska krigen var tre krig som fördes mellan Romerska republiken och Kungariket Pontus under sista århundradet före Kristus. De har fått sitt namn efter kung Mithridates VI som var kung över Pontus vid denna tid. Efter det att Diadochi-kungarikena, arvtagare efter Alexander den store, fallit, önskade han utöka sin makt i konkurrens med Rom. Det visade sig dock redan i det första kriget att hans styrkor inte kunde slå de krigserfarna romerska legionerna. Hans motvapen var att se till att det blev ett allmänt uppror i det östra medelhavsområdet mot det romerska styret. 
Romarna beslöt att åstadkomma lugn i regionen genom att avlägsna Mithridates för att säkerställde sin makt över Anatolien och större delen av den östra delen av Medelhavsområdet. Efter tre krig lyckades Rom i sina strävanden, varefter Kungariket Pontus förenades med Bithynia och lades under Rom som provinsen Bithynia och Pontus.

## De tre krigen

### Det första mithridadiska kriget
Första mithridadiska kriget utkämpades 88–84 för Kristus. Det började med en krigsförklaring av Senaten i Rom. Casus belli var Massakern i Anatolien 88 f.Kr. där kungen gav order om att döda alla romerska och italiska handelsmän. Antal döda har sagts vara 80 000 men siffran har ifrågasatts. Konsuln Lucius Cornelius Sulla fick mandat att slåss och tilldelades flera legioner direkt från Bundsförvantskriget för att genomföra senatens mandat.
Greken Athenion skickades som sändebud till Mithridates, men han vanns över och återvände till Atén för att där uppvigla till revolt och utsågs till general. Större delen av Grekland följde uppmaningen. Athenion fick igenom en ny grundlag och styrde med terror i avsikt att omfördela rikedom i landet. De rika som kunde, flydde i exil. Athenion sände en styrka under Apellicon of Teos till Delos för att erövra de aténska nationalskatter som förvarades där. Denna styrka slogs ned av den romerske kommendanten Orobius.
Bland romerska kommendanter var Lucius Valerius Flaccus och Gaius Flavius Fimbria. Viktiga slag stod vid Slaget vid Orchomenus 86 före Kristus. Kriget slutade med seger för Rom och fick sitt slut med Freden i Dardanos år 85 före Kristus.

### Det andra mithridadiska kriget
Andra mithridadiska kriget utkämpades 83–81 före Kristus. Den romerska armén kommenderades av Lucius Licinius Murena. Kriget slutade utan egentligt avgörande efter en förlust av Rom i en batalj, följd av tillbakadragande av Roms armé på Sullas order.

### Det tredje mithridadiska kriget
Tredje mithridadiska kriget utkämpades 75–63 före Kristus. Romerska arméer under ledning av Lucius Licinius Lucullus 75–66 före Kristus och senare av Gnaeus Pompejus Magnus 66–63 före Kristus. Kriget slutade med romersk seger och kung Mithridates VI:s självmord  63 före Kristus. Armeniens kung Tigranes II kapitulerade personligen till Pompejus som visade sig givmild i segern. Tigranes fick böta 6 000 talenter men fick styra sitt land som blev vasall till den romerska republiken.